# 嚴長壽
嚴長壽（1947年6月15日—），出生於上海，籍貫浙江杭州，臺灣財團法人公益平台文化基金會董事長、臺東縣均一國際教育實驗高級中等學校董事長、慈心華德福教育實驗學校榮譽董事長。曾任亞都麗緻大飯店總裁，退休後投入公益事業。

## 經歷
嚴長壽的父親嚴炳炎早年在上海經營「安樂宮」飯店，戰後來台，家道中落。一歲時，嚴氏隨家人到台灣。服兵役退伍後，找不到合適的工作。二十三歲時，經高中同學介紹，進入美國運通擔任傳達。因認真的工作態度與表現，在短時間內不斷晉升。在僅二十八歲時，因曾提出的營銷計畫讓公司轉虧為盈，而被升為美國運通台灣區總經理。三十二歲時，應當年租美國運通辦公大樓房東周志榮先生的邀請，跨入飯店觀光業，成為亞都麗緻飯店總裁。
嚴長壽曾任世界傑出旅館系統（The Leading Hotels Of The World）亞洲主席、青年總裁協會YPO世界大會主席、圓山飯店總經理、台灣燈會主任委員、中華美食推廣委員會主任委員、台北旅展主任委員及觀光協會會長等職。被媒體譽為「飯店教父」及「觀光教父」的他，長期關心台灣的觀光發展及發表意見。
1998年嚴長壽受辜振甫先生之邀，協助兼任圓山大飯店總經理，規劃圓山未來長期發展的方向，訂立先後以重生、精進、超越三階段的發展目標。嚴長壽於次年1999年7月主動請辭，結束借調工作。
2009年8月莫拉克颱風侵襲台灣，造成五十年來傷亡最慘重的水災，嚴長壽前往災情慘重的台東縣金峰鄉嘉蘭村，協助災區重建、產業重建等問題，並於同年12月28日成立公益平台文化基金會。
2011年嚴長壽鑒於偏鄉教育之不足，尤其台東幅員遼闊人口稀少及部落多位於山區、海邊、島嶼，在徵得星雲大師首肯後全權接手臺東縣私立均一國民中小學董事長。自2012年起公益平台基金會成立「偏鄉教育種子培育計畫｣，協助花東偏鄉地區具有天賦及學習潛力卻經濟困難的孩子來擺脫偏鄉教育匱乏的束縛，2017年，嚴長壽提出「創新留學教育計畫」，鼓勵均一中小學的學生到海外就讀兩年制或四年制大學，同年在其夥伴支持下共同成立The Alliance Cultural Foundation International（ACFI）非營利組織，作為創新留學教育基金計畫及花東永續計劃主要捐款單位。
2016年，嚴長壽與其行政團隊支持推廣學思達教育，至2020年進一步協助學思達成立「學思達教育基金會」伴護老師提升教學專業；2017-2022年受教育部師資培育與藝術教育司邀請參與「初任教師志業導入輔導研習」，引進「教育共學群」建立教師支持系統，將更多元的師培課程帶至花東地區，支持偏鄉教育的改革等。
嚴長壽長年關注台灣藝文的推廣，2004年嚴長壽就與國際知名小提琴家胡乃元共同發起Taiwan Connection（TC）來推廣古典音樂，所屬公益平台文化基金會於2017年起協助TC音樂節及音樂推廣計畫。2013年起嚴長壽也支持當代藝術家江賢二的藝術推廣，所屬公益平台文化基金會亦協助江賢二藝術園區籌建工程，「江賢二藝術園區」預計於2024年竣工開幕，希望發展成具有國際高度、展現東海岸特色的地標，並且串連花東在地藝術家，成為藝術新聚落。

## 經歷沿革
- 1971年 - 進入美國運通
- 1975年 - 擔任美國運通台灣區總經理

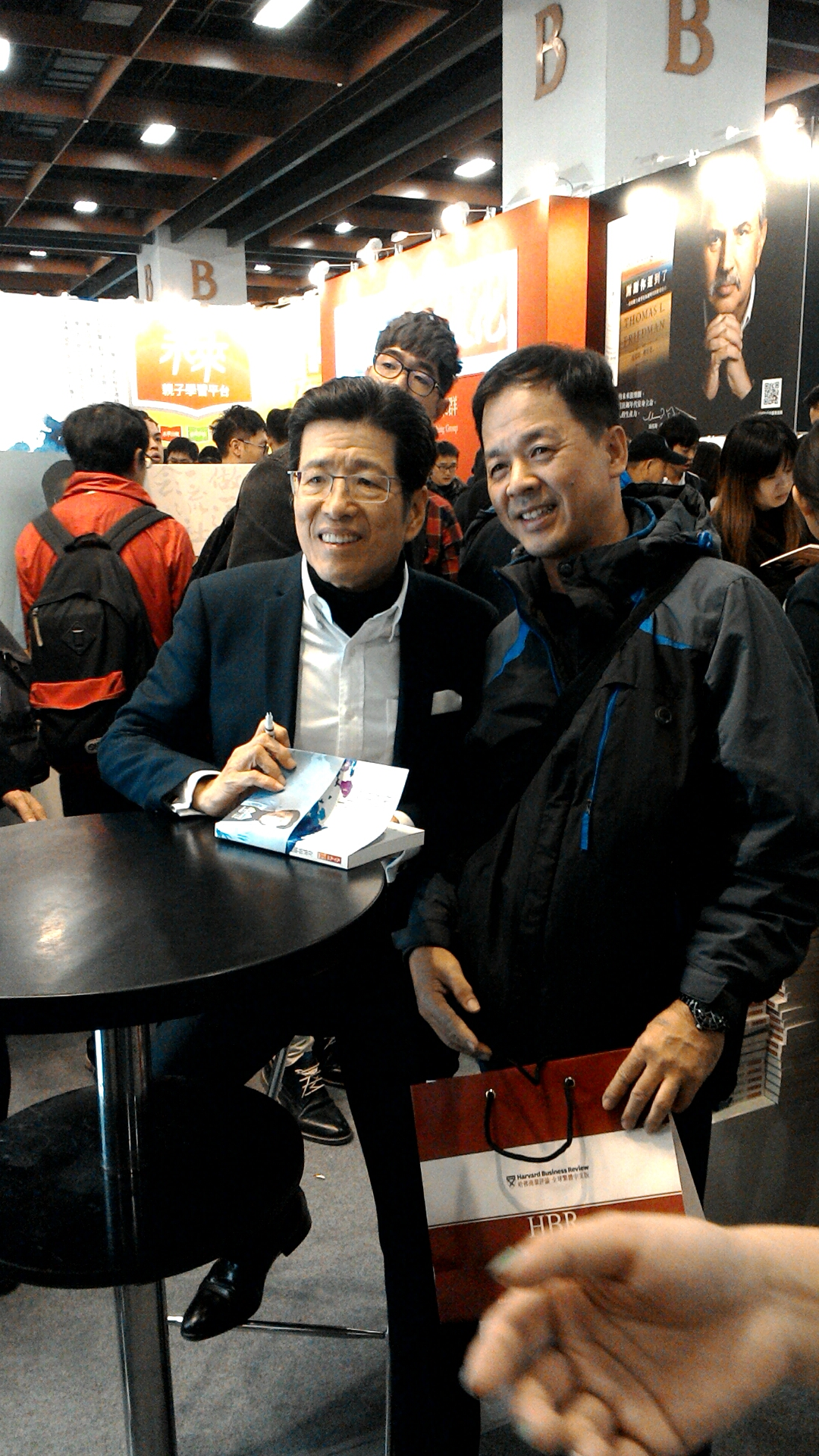
2017年台北國際書展會場中的嚴長壽(左)。

- 1979年 - 應美國運通辦公室房東─周志榮先生之邀主持亞都飯店
- 1992年 - 成立麗緻國際管理顧問股份有限公司
- 1995年 - 5月18日，台灣觀光協會通過推舉嚴長壽代會長正式擔任會長
- 1998年 - 應辜振甫先生之邀擔任圓山大飯店總經理
- 2009年 - 成立「財團法人公益平台文化基金會」
- 2011年 - 在佛光山開山宗長釋星雲的同意下擔任「台東縣私立均一國民中小學」董事長[11]
- 2016年 - 卸任亞都麗緻董事長職務[12]

## 荣誉

### 中華民國勛章獎章
- 三等景星勋章（2011年10月25日於台北总统府頒授[13][14]）

## 著作
- 1997年《總裁獅子心》
- 2002年《御風而上─嚴長壽談視野與溝通》
- 2008年《做自己與別人生命中的天使》、《我所看見的未來》[15]
- 2011年《教育應該不一樣》[16][17]
- 2012年《為土地種一個希望》（與吳錦勳合著）、《我的台灣想像》
- 2014年《你就是改變的起點》
- 2015年《教育應該不一樣》（全新增修版）
- 2017年《在世界地圖上找到自己》、《總裁獅子心》（20週年全新增修版）
- 2020年《為土地種一個希望：嚴長壽和公益平台的故事》
- 2021年《我所嚮往的生活文明》

## 爭議
- 擔任亞都麗緻總裁期間，嚴長壽以維護美麗環境為由反對蘇花高興建[18]，惟任職總裁期間時為亞都麗緻加盟體系的墾丁悠活麗緻渡假村[19]（時任業主為曾忠信[20]，2006年由嚴長壽規劃打造且加盟期間委託麗緻管理系統代為營運[21]）被踢爆沒經過環評並違法經營長達十四年[22]。
- 在圓山大飯店擔任總經理時，為降低人事成本而利用學校建教合作的學生當服務員並付比較低的時薪，藉以保障全職員工領比較高的薪水。[23]
- 2012年，5月時嚴長壽於專題演講上批評台灣年輕人缺乏熱忱使命感[24]；8月時批評年輕人傲慢、自負而不願謙卑的爭取工作機會[25]；9月在教育部演講時批評年輕人抱怨薪水低、找工作不積極，且提出所屬公益平台文化基金會有年輕人先當半年無薪志工之事論述，因而飽受抨擊[26][27]。
- 2013年，嚴長壽批評台灣青年只想考公職而被挨轟慣老闆[28]。6月，稱台灣的大學有三分之二科系不值得念[29]。7月，稱台灣年輕人只躲在舒適圈[30]而被批評[31]。
- 2014年，嚴長壽受邀到台東縣中小學校長會議演說時直指大學生沒思辨力，不如高職生[32]。同年，亦批評台灣年輕人只遊學不留學[33]。
- 2015年，嚴長壽赴紐約演講時，曾對留學生表示「不要回台灣」、「回台灣就看不到世界」。[34][35]
- 2017年，嚴長壽針對低薪問題認為該擔心的是學習環境狹隘封閉，並建議年輕人不應該只看好待遇，而被批評為慣老闆心態。[36]

## 外部連結
- 財團法人公益平台文化基金會（页面存档备份，存于）
- 嚴長壽《你可以不一樣》影片（页面存档备份，存于）
- 「中華民國建國一百年聯合授勳典禮」嚴長壽總裁獲頒《景星勳章》影片（页面存档备份，存于）
- 嚴長壽建議未來取消松山機場（页面存档备份，存于）
- 台灣來鴻：嚴長壽的警語（页面存档备份，存于）
- 【2022花東願景 公民論壇】全球視野‧在地優勢──嚴長壽的台東發展想像與實踐
- 嚴長壽／生有涯‧願無涯（页面存档备份，存于）